# Aeroporto Otumlo
El Aeropuerto de Otumlo (en italiano "Aeroporto Otumlo", llamado inicialmente también Aeroporto di Massaua) fue el primer aeropuerto de Massawa y estaba ubicado a 20 km del actual Aeropuerto Internacional de Massawa. Su título oficial italiano era "Aeroporto Internazionale Aeródromo Otumlo-Massaua" de la Eritrea italiana.
El escuadrón aéreo ("412* Squadriglia") de Mario Visintini, el primer as de la Regia Aeronautica de la Segunda Guerra Mundial, tenía su base aquí.

## Historia
Originalmente era una sencilla pista de aterrizaje utilizada por los primeros aviones militares de Italia: fue creada a finales de los años 1920 cerca del puerto.
El aeropuerto fue inaugurado por las autoridades italianas en 1935, al comienzo de la invasión italiana de Etiopía (Conquista italiana de Etiopía). Inicialmente fue utilizado por aviones militares durante la invasión y más tarde para transporte militar a zonas de conflicto. En 1936 Ala Littoria inició un servicio de vuelo civil con servicio postal desde Massawa a Asmara y Mogadiscio.
En los últimos años del período colonial en Eritrea italiana, se estableció una línea aérea de 1.970 km de Ala Littoria entre Massawa y Yibuti-Berbera-Galadi- Mogadiscio, con otro de 770 kilómetros entre Jartum y Kassala-Asmara-Massaua.
Durante la Segunda Guerra Mundial, el escuadrón aéreo del as de los aviones de combate Mario Visintini tuvo su base en el aeropuerto de Otumlo desde el 11 de junio de 1940 hasta el 20 de septiembre de 1940.
En abril de 1941 el aeropuerto fue destruido por los británicos y permaneció prácticamente inactivo durante casi veinte años. En la década de 1970, se construyó esencialmente nuevo desde cero en un lugar cercano (casi 20 km al noroeste) y se amplió, bajo el nombre de Aeropuerto Internacional de Massawa.